# Jailbreak (PS3)
Een jailbreak op een PlayStation 3 is het softwarematig verwijderen van de door Sony ingebouwde systeembeveiligingen. Na het verwijderen van deze beveiliging is het mogelijk back-ups te maken van spellen, en ook om deze te kunnen spelen. Na een jailbreak is het namelijk mogelijk het originele spel op de harde schijf van de PS3 te plaatsen zodat de bron-cd niet meer nodig is.
Sony was niet blij met de jailbreak, aangezien het ook mogelijk is dat iemand een gekopieerd of gedownload spel kan spelen. Daarom bracht Sony kort na de openbaarmaking van de jailbreak een firmware-update uit. Wanneer men deze update installeert op de PS3, is het niet meer mogelijk de jailbreak te gebruiken. Het is overigens verplicht om de firmware te updaten als men online wil spelen. Een jailbreak is dus maar van korte duur, maar er komen steeds weer nieuwe versies van de jailbreak uit die werken met nieuwere firmwareversies.